# Anodonthyla boulengerii
Anodonthyla boulengerii is een kikker uit de familie smalbekkikkers (Microhylidae). De soort werd voor het eerst wetenschappelijk beschreven door Fritz Müller in 1892.
De kikker is endemisch op het Afrikaanse eiland Madagaskar.